# هنري سوندرز (لاعب كريكت)
هنري سوندرز (17 يونيو 1966 في المملكة المتحدة - ) (بالإنجليزية: Henry Saunders)‏ هو لاعب كريكت بريطاني. شارك مع منتخب جزر توركس وكايكوس للكريكت.

## وصلات خارجية
- هنري سوندرز على موقع إي آس بي آن كريك إنفو (الإنجليزية)